# Vách đá Stevns
55°16′56″B 12°27′0″Đ / 55,28222°B 12,45°Đ
Vách đá Stevns là một vách đá dài 12 km, và chiều cao lên tới 41 mét nằm tại ranh giới phía đông Stevns, Đan Mạch.
Đây là vách đá vôi, từ thời Trung cổ thì đây đã được sử dụng là khu vực công trường khai thác cho các công trình xây dựng. Mãi cho đến tận năm 1940, hoạt động khai thác ở đây mới bị chấm dứt.
Đức giám mục Absalon ở Copenhagen sử dụng đá vôi khai thác tại đây để làm nguyên liệu xây dựng những lâu đài của mình.
Ngày 23 tháng 6 năm 2014, Vách đá Stevns và biển Wadden của Đan Mạch đã được thêm vào danh sách Di sản thế giới của UNESCO.

## Lịch sử
Stevns được hình thành cách đây hơn 62 đến 72 triệu năm trước, trong giai đoạn Maastrichtian và Danian. Đây là vách đá vôi và đá phấn dài 12–20 km, cao tới 41 mét.  Một lớp màu đen của cá bằng đất sét dày vài centimet, chứa iridi, đánh dấu ranh giới của kỷ Phấn trắng-Paleogen.

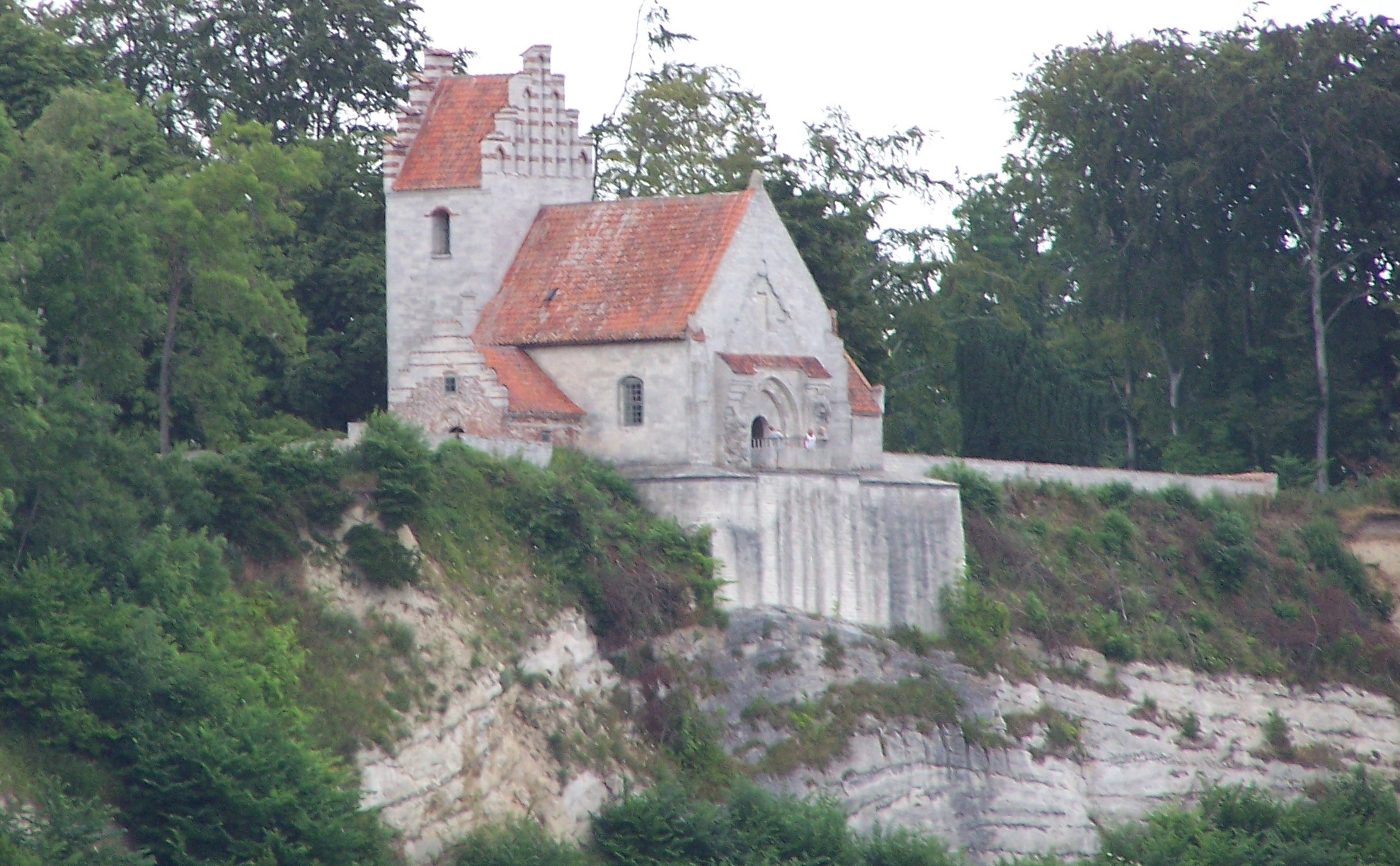
Nhà thờ Giáo hội Højerup cũ.

Nhà thờ Giáo hội Højerup cũ nằm ngay phía trên cùng của vách đá được xây dựng từ năm 1200. Là kết quả của sự xói mòn, lở đất vào năm 1928 khiến thánh điện sụp đổ và rơi xuống phía dưới của vách đá. Vách đá có thể được quan sát từ nhà thờ mới hoàn thành vào năm 1913, nằm ở độ cao 300 m (980 ft) từ vách đá.